# Mwanza
Mwanza es una ciudad situada en el noroeste de Tanzania, sobre la orilla sur del lago Victoria, es la segunda ciudad más grande del país, después de Dar es-Salam . Es la capital de la región del mismo nombre. Según el censo de 2002, su población era de 378.327 habitantes. 
Su economía gira en torno a la pesca. La perca del Nilo es el pez más pescado, el cual sufre un proceso de transformación en las diferentes fábricas de la ciudad antes de enviarse a Europa por vía aérea.